# Herrenhaus Heinersdorf
Das Herrenhaus Heinersdorf, auch als Schloss oder Gutshaus bezeichnet, ist ein
denkmalgeschütztes Gebäude im Steinhöfeler Ortsteil Heinersdorf im brandenburgischen Landkreis Oder-Spree. Das sanierungsbedürftige Haus steht seit der Jahrtausendwende leer.
Der Bau, der bis in die Anfänge des 17. Jahrhunderts zurückgeht, war im Besitz von Franz von Meinders, einem Diplomaten im Dienst des Großen Kurfürsten. Der originale wertvolle Stuck aus der Barockzeit im Obergeschoss des Hauses ist wahrscheinlich italienischer Herkunft, vergleichbar mit dem im Schloss Köpenick. Das Gebäude wurde 1886 durch Um- und Ausbauten des Rittergutsbesitzer Günther Schulz von Heinersdorf erweitert und im 20. Jahrhundert nochmals verändert.

## Architektur
Der symmetrische, zweistöckige Bau mit weitvorspringendem Risalit und vorgestelltem, pfeilergestützten Portikus ist mit Ziegeln gedeckt. Die beiden dreiachsigen Seitenflügel sind mit flachen Pilastern gegliedert, auch der Risalit ist mit breiten Pilastern eingefasst, über dem Portikus öffnet sich ein hohes Arkadenfenster.